# 長野市消防局
長野市消防局（ながのししょうぼうきょく）は、長野県長野市の消防部局（消防本部）。長野県の代表消防機関である。管轄区域は長野市、上水内郡信濃町、飯綱町及び小川村。上水内郡2町1村は長野市に常備消防事務を委託している。県内初の高度救助隊を設置している。

## 概要
- 消防局本部：長野市大字鶴賀字苗間平1730-2
- 管内面積：1,117.22km2
- 管内人口：383.554人(令和6年4月1日現在)
- 職員定員：472人(実員492人)(令和6年4月1日現在)
- 消防署6カ所、分署13カ所
- 主力機械（2025年4月15日現在）
  - 消防ポンプ車：24台　(全署)　　　　　　　　（長野市消防局に配備されているポンプ車はCDｰ1型の3トンシャーシクラスで600～1500リットル程度の水槽やCAFS装置が搭載されている）※鶴賀・東部は特別消火隊運用。篠ノ井は特別救助隊運用。安茂里・松代は消防救助隊運用
  - 多機能ポンプ工作車 ：2台　(飯綱・鳥居川)
  - タンク車（5.5トンシャーシベース。1500リットル水槽付ポンプ車） ：2台　(若槻・更北)
  - タンク工作車 ：3台　(安茂里・松代・信濃町)　　　　　　　　　　　　　　　　（通常のタンク車の機能に加えフロントバウシャックルや各種救助器具・CAFS装置が搭載されている）※安茂里・松代は消防救助隊運用
  - はしご車：2台　先端屈折式35M車(中央・高度救助隊運用)・水槽付15M車(鶴賀・特別消火隊運用)　　　　　　　　　　　　　　
  - 屈折はしご車：1台　(篠ノ井・特別救助隊運用)（25M車）
  - 化学車Ⅱ型 ：1台　(東部・特別消火隊運用)
  - 救助工作車III型 ：1台　(中央・高度救助隊運用）
  - 救助工作車II型 (ポンプ付)：1台　(篠ノ井・特別救助隊運用)
  - 水難救助工作車 (ポンプ付)：1台　(新町)
  - 特殊作業車（水難NBC災害対応車）：1台　(中央・高度救助隊運用）
  - 10トン水槽車：2台　(東部・篠ノ井)※東部は特別消火隊運用、篠ノ井は特別救助隊運用
  - 燃料補給車 ：1台　(本部)
  - 人員輸送車(支援車Ⅲ型)：1台　(中央)
  - 資機材搬送車：1台　(更北)
  - 指揮隊車：7台　(本部・中央・鶴賀・篠ノ井・松代・新町・鳥居川)
  - 支援車Ⅰ型 ：1台　(更北)
  - 無線中継車 ：1台　(本部)
  - 津波・大規模風水害対策車：1台　(柳原)（水陸両用バギー等が搭載されている）
  - 水防車：1台　(中央)
  - その他の消防車(多目的積載車)：1台　(鬼無里)
  - 資機材搬送軽トラック：2台　(鶴賀・篠ノ井)
  - 高規格救急車：26（内予備：5）(全署)
  - 原因調査車：1台　(本部)
  - 予防車：6台　(中央・鶴賀・篠ノ井・松代・新町・鳥居川)
  - 査察広報車：13台　(一部署)
  - 消火通報訓練指導車：1台　(中央・非緊急仕様)
  - 防災支援車(マイクロバス)：1台　(本部・非緊急仕様)
  - 連絡車・事務車・その他の車両：8台(非緊急仕様)
  - 合計：114台(内1台は長野市消防団委託車両)

## 沿革
- 1948年（昭和23年）9月1日 - 長野市消防部本部設置。長野市役所（若松町＝当時）と若里に職員が常駐する
- 1949年（昭和24年）7月1日 - 第二分所（緑町）設置。
  - 8月12日 - 長野消防署と第一分所（長野市若松町）発足。に第三分所（旧カネボウ跡地）発足。1署3分所体制。
- 1950年（昭和25年）8月1日  - 第三分所（若里）新築移転。
- 1951年（昭和26年）5月15日 - 第四分所（吉田）設置。
- 1958年（昭和33年）11月4日 - 分所を分署と変更。第一分所→直轄分署、第二分所→緑町分署、第三分所→若里分署、第四分署→吉田分署。
  - 11月9日 - 柳原分署（小島）設置。1署5分署体制。
- 1961年（昭和36年）11月16日  - 長野市消防本部・長野消防署（鶴賀）新築移転。長野消防署を長野市消防署に改称。緑町分署を統合。直轄分署を若松町分署と改称。1署4分署体制。
- 1966年（昭和41年） 10月6日 - 若松町分署が桜枝町分署に改称し新築移転。
  - 10月16日 - 篠ノ井消防署を設置。
  - 10月26日 - 長野市消防署松代分署を設置。2署5分署体制。
- 1971年（昭和46年）3月10日 - 篠ノ井消防署氷鉋（ひがの）分署（稲里町中氷鉋）設置。
  - 11月9日 - 長野市消防署若穂分署設置。2署7分署体制。
- 1972年（昭和47年）4月1日 - 長野市消防局に改組。長野市消防署を中央消防署、篠ノ井消防署を南消防署と改称。
- 1978年（昭和53年）5月1日 - 中央消防署安茂里分署（安茂里小市）・西部分署（現 七二会分署＝七二会己）設置。2署9分署体制。
- 1985年（昭和60年）11月25日 - 中央消防署吉田分署を廃止し、中央消防署北部分署（現 若槻分署＝若槻東条）設置。
- 1986年（昭和61年）4月1日 - 中央消防署に若里分署が統合。2署8分署体制。
- 1991年（平成3年）4月1日 - 南消防署塩崎分署を設置。2署9分署体制。
- 1992年（平成4年）4月1日 - 南消防署を篠ノ井消防署に、中央消防署松代分署を松代消防署に改称。3署8分署体制。
  - 4月15日 - 中央消防署柳原分署を新築移転。
- 1995年（平成7年）4月1日 - 更級郡・上水内郡10町村（当時）から常備消防事務の委託を受ける。鳥居川消防署（牟礼村＝当時）・新町消防署（信州新町＝当時）設置。5署8分署体制。
  - 中央消防署若穂分署を松代消防署若穂分署、中央消防署北部分署を若槻分署、中央消防署西部分署を七二会分署に改称。
- 1996年（平成8年）3月1日 - 信濃町柏原に鳥居川消防署信濃町分署を設置。5署9分署体制。
- 1997年（平成9年）1月1日 - 中央消防署飯綱分署を設置。5署10分署体制。
  - 2月1日 - 新町消防署鬼無里分署を設置。5署11分署体制。
- 2001年（平成13年）2月 - 中央消防署桜枝町分署（桜枝町）を廃し、西長野分署（西長野町）を設置
- 2008年（平成20年）3月3日 - 中央消防署に高度救助隊を設置する。
- 2004年（平成16年）
  - 7月 - 新潟・福島豪雨災害に対して緊急消防援助隊を派遣した。
  - 7月 - 福井豪雨災害に対して緊急消防援助隊を派遣した。
  - 10月 - 新潟県中越地震に対して緊急消防援助隊を派遣した。
- 2011年（平成23年）11月6日 - 篠ノ井消防署氷鉋分署（稲里町中氷鉋）を廃し、更北分署（青木島町大塚）を設置
  - 3月11日　東北地方太平洋沖地震に伴う東日本大震災に対して緊急消防援助隊を派遣した。
- 2012年（平成24年）11月1日 - 中央消防署東部分署（南長池）を設置
- 2017年（平成29年）5月1日[1]
  - 中央消防署が旭町に新築移転
  - 旧中央消防署に隣接する旧防災市民センターを改修し、鶴賀消防署（鶴賀居町）が開署
  - 新中央消防署に近接する西長野分署を廃止
  - 中央消防署若槻分署・柳原分署・東部分署は、鶴賀消防署の分署となる
- 2022年（令和4年）5月1日 [2]- 
  - 鶴賀消防署豊野分署（豊野町豊野）を設置
  - 新町消防署小川出張所を小川分署に名称変更
- 2024年（令和6年）4月1日
  - 鶴賀消防署の救急隊が増隊し、2隊体制となる

## 組織
- 本部 - 総務課、予防課、警防課、通信指令課
- 消防署 - 指揮隊(6)、消防隊(7)、特別消火隊(鶴賀・東部)、高度救助隊(中央)、特別救助隊(篠ノ井)、消防救助隊(松代、安茂里)、救急隊(13)、消防救急隊(7)

長野市消防局では、各消防署所に任務を指定し広大な管轄地域の実情に応じた装備等の整備を行うとともに、大規模化・多種多様化する災害に迅速・的確に対応すべく特色を持った部隊の構築を目指している。
◎指定任務
・救助業務に関すること。(中央高度救助隊、安茂里隊、篠ノ井特別救助隊、松代隊)
・耐火建物火災対応業務に関すること。(中央消防隊)
・高所放水業務及び高所救助業務に関すること。(鶴賀特別消火隊)
・危険物火災対応業務、大規模工場火災対応業務に関すること。(東部特別消火隊)
・高速道路災害対応業務に関すること。(松代隊、信濃町隊)
・BC災害対応業務(除染担当)に関すること。(若槻隊、更北隊)
・林野火災対応業務に関すること。(七二会隊、飯綱隊、鬼無里隊、塩崎隊、若穂隊、信濃町隊、小川隊)
・自然災害救助業務に関すること。(柳原隊、豊野隊)
・水難救助業務に関すること。(新町隊)
・後方支援業務に関すること。(更北隊、塩崎隊、若穂隊)
・雪害救助業務に関すること。(飯綱隊、鬼無里隊、鳥居川隊、信濃町隊、新町隊、小川隊)
・里山救助業務に関すること。(鳥居川隊、新町隊)
・静水救助業務に関すること。(東部特別消火隊、塩崎隊、若穂隊、鳥居川隊)
・スキーリフト救助業務に関すること。(飯綱隊、鬼無里隊、鳥居川隊、信濃町隊)
・小型無人航空機(ドローン)業務に関すること。(飯綱隊)
・大規模災害時の北部方面指揮に関すること。(中央指揮隊)
・大規模災害時の南部方面指揮に関すること。(篠ノ井指揮隊)

## 消防署
| 消防署       | 住所                        | 分署                                                                                              |
| ------------ | --------------------------- | ------------------------------------------------------------------------------------------------- |
| 中央消防署   | 大字長野旭町1108-4          | 安茂里：安茂里小市2-31-5 七二会：七二会己508-4 飯綱：大字上ヶ屋2471-3129 鬼無里：鬼無里日影2887-7 |
| 鶴賀消防署   | 大字鶴賀1730-2              | 若槻：大字若槻東条1095-1 柳原：大字柳原2551-1 東部：大字南長池299-17 豊野：豊野町豊野631          |
| 篠ノ井消防署 | 篠ノ井会690                 | 更北：青木島町大塚722-1 塩崎：篠ノ井塩崎4158                                                      |
| 松代消防署   | 松代町西寺尾1774            | 若穂：若穂綿内7634                                                                                |
| 鳥居川消防署 | 上水内郡飯綱町大字普光寺977 | 信濃町：上水内郡信濃町大字柏原1167-1                                                              |
| 新町消防署   | 信州新町里穂刈48            | 小川：上水内郡小川村大字高府8800-8（小川村役場内）                                                |